# Okenia ghanensis
Okenia ghanensis is een slakkensoort uit de familie van de Goniodorididae. De wetenschappelijke naam van de soort is voor het eerst geldig gepubliceerd in 2009 door Edmunds.